# Revolutionstribunal

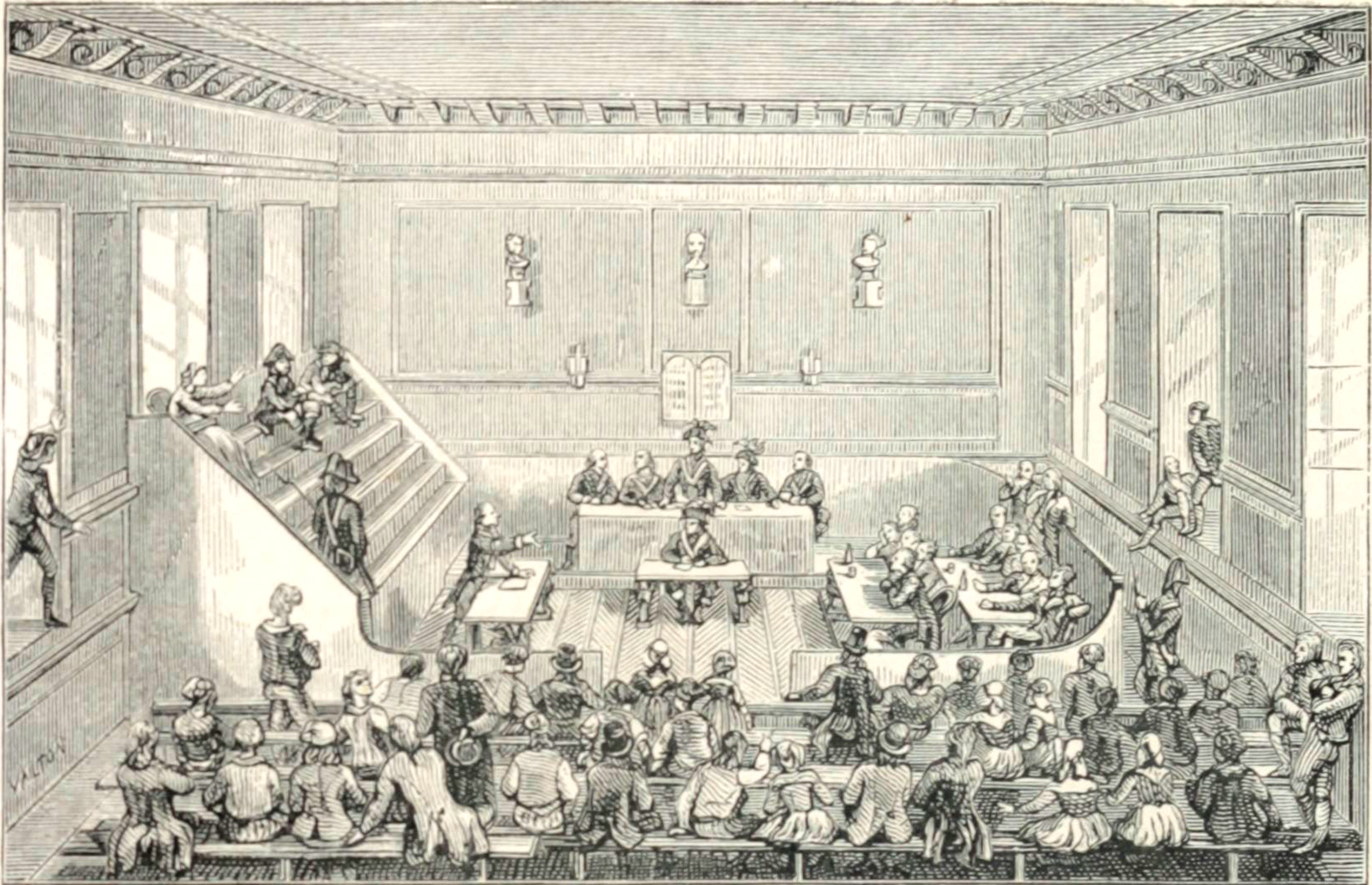
Le Tribunal révolutionnaire/Das Revolutionstribunal: in der Mitte das fünfköpfige Gericht mit Schreiber, links der Staatsanwalt vor dem bewachten Angeklagten, ihm gegenüber die 12 Geschworenen, im Vordergrund und in den Fenstern zahlreiche Zuschauer.

Das Revolutionstribunal (französisch tribunal révolutionnaire) war ein vom Nationalkonvent gegründeter Gerichtshof für Prozesse gegen politische Gegner der Französischen Revolution und wurde einer der mächtigsten Motoren der Terrorherrschaft.

## Geschichte

### Das Tribunal vom 17. August 1792
Der Sturz des Königs durch den Tuileriensturm hatte unter der Bevölkerung Paris’ wohl bis zu 4000 Opfer gekostet. Diese waren auch eine Woche später aus Sicht weiter Bevölkerungskreise noch nicht gerächt, weshalb eine Vielzahl von Petitionen an die Legislative gerichtet wurden, die gefangenen Schweizer Garden hinzurichten. Ein Antrag von Marie-Jean Hérault de Séchelles gab den Ausschlag: Es wurde ein (erstes) Revolutionstribunal eingerichtet.
Der sofort angenommene und umgesetzte Beschluss schuf ein Tribunal, das begleitend an den Septembermassakern mitarbeitete.
Mit dem Beginn des Prozesses gegen Ludwig XVI. beendete dieses erste Tribunal dann seine Tätigkeit.

### Das Tribunal vom 10. März 1793
Am 10. März 1793 entschied der Konvent auf Vorschlag Dantons, dass in Paris ein außerordentliches Strafgericht installiert werden solle, das durch ein Dekret am 29. Oktober 1793 den offiziellen Namen „Revolutionstribunal“ erhielt. Es bestand aus fünf Richtern und einem Staatsanwalt mit zwei Vertretern, alle vom Konvent ernannt; außerdem sollte der Konvent 12 Bürger zu Geschworenen ernennen. Gegen seine Urteile war keine Berufung möglich, jedoch setzten die Girondisten mit der Sechserkommission eine Kontrollinstanz ein. Diese wurde allerdings nach drei Wochen wieder abgeschafft. Mit Martial Herman als Gerichtspräsident und Antoine Quentin Fouquier-Tinville als Staatsanwalt terrorisierte das Tribunal Royalisten, widerspenstige Priester und alle Akteure der Gegenrevolution. Das Tribunal tagte im Pariser Palais de Justice.
Schon bald wurde es auch für persönliche Zwecke verwendet, insbesondere durch Robespierre, der es für die Verurteilung seiner Gegner einsetzte. Die Exzesse des Revolutionstribunals nahmen mit Robespierres Vormachtstellung im Wohlfahrtsausschuss zu. Am 10. Juni 1794 wurde auf seine Veranlassung das berüchtigte Gesetz vom 22. Prairial („Schreckensgesetz“) bekanntgegeben, das Häftlingen untersagte, Rechtsbeihilfe für ihre Verteidigung in Anspruch zu nehmen, das die Anhörung von Zeugen unterdrückte und den Tod durch die Guillotine zur einzig möglichen Strafe machte. Zwischen April 1793 und Juni 1794 wurden 1487 Personen zum Tode verurteilt; allein im Juli 1794 dann weitere 1138 Personen bei insgesamt 1306 Freisprüchen. Die Liste der Häftlinge, die vor das Tribunal geschickt werden sollten, wurde von einer Kommission angefertigt und nach einer Überarbeitung durch den Sicherheitsausschuss und den Wohlfahrtsausschuss gemeinsam unterzeichnet. Obwohl Robespierre der Hauptgutachter des Tribunals war, ist nur eine Liste mit seiner Unterschrift überliefert. 
Am 9. April 1794 wurde Martial Herman durch René-François Dumas abgelöst. Danach war Herman kurzzeitig Innenminister. Nach dem Staatsstreich und Fall von Robespierre am 9. Thermidor (27. Juli 1794) wurde Martial Herman verhaftet und im Prozess gegen die Mitglieder des Revolutionstribunals zum Tode verurteilt (wobei er seinen Hut aus dem Fenster warf). Am 7. Mai 1795 wurde er mit den übrigen Verurteilten, darunter dem öffentlichen Ankläger Antoine Fouquier-Tinville, guillotiniert.
Nach der Verhaftung von Dumas am 27. Juli 1794 und der Hinrichtung einen Tag später wurde Claude-Emmanuel Dobsen am 28. Juli 1794 zum Interimsvorsitzenden ernannt. 
Das Revolutionstribunal wurde am 31. Mai 1795 abgeschafft. Zu seinen berühmtesten Opfern zählten Marie-Antoinette, die Hébertisten, die Dantonisten und mehrere Girondisten. Ähnliche Tribunale gab es auch in den Provinzen.

## Liste der Gerichtspräsidenten
1. Jacques-Bernard-Marie Montané 13. März 1793 bis 23. August 1793
2. Martial Herman 28. August 1793 bis 7. April 1794
3. René-François Dumas 8. April 1794 bis 27. Juli 1794
4. Claude-Emmanuel Dobsen 28. Juli 1794 bis 31. Mai 1795

## Liste der Öffentlichen Ankläger
1. (Louis-Joseph Faure) lehnt seine Wahl am 13. März 1793 ab
2. Antoine Quentin Fouquier-Tinville 13. März 1793 bis 1. August 1794
3. Michel-Joseph Leblois August 1794 bis Januar 1795
4. Antoine Judicis Januar 1795 bis 31. Mai 1795